# Jakob von Graviseth

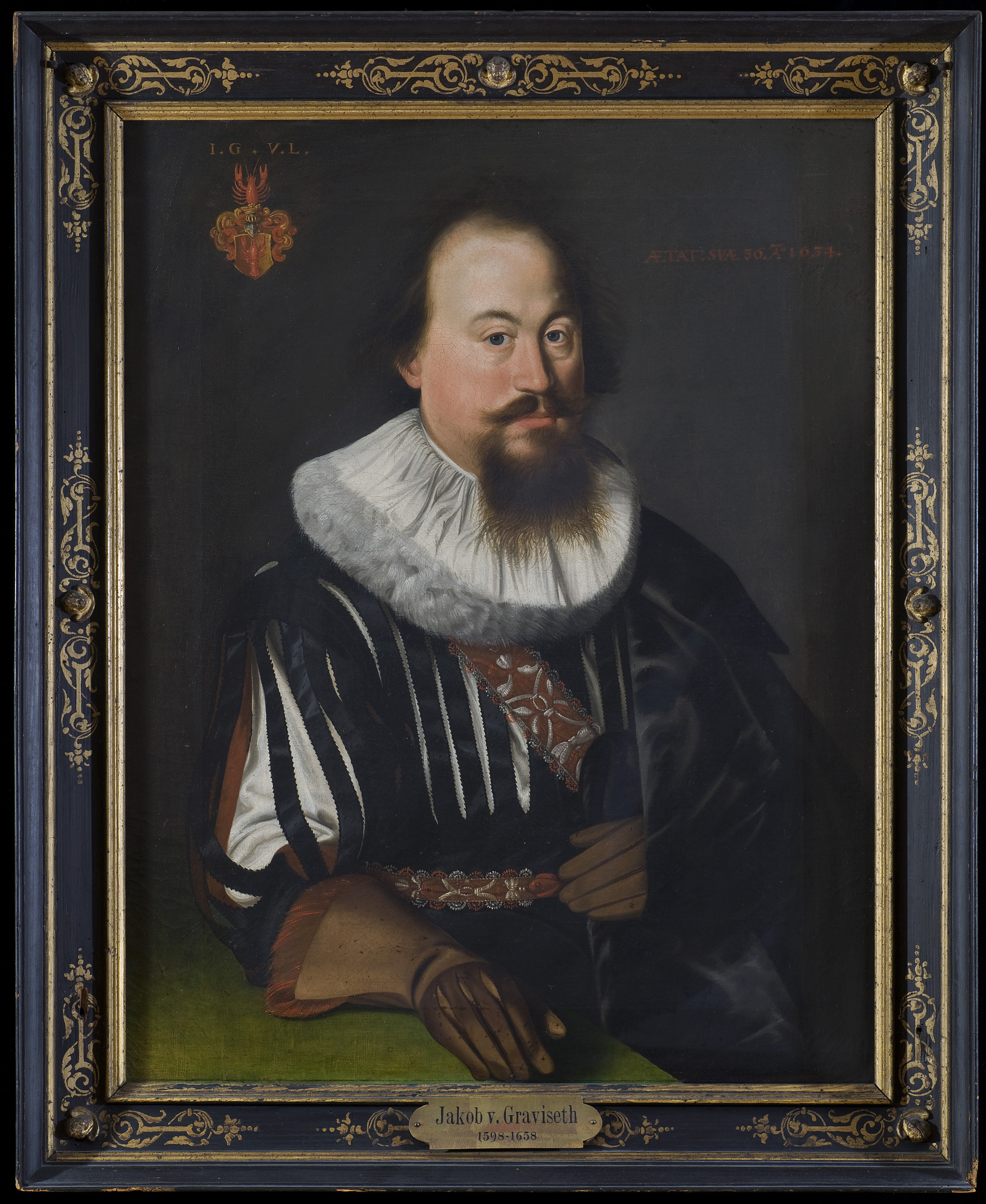
Jakob Gravisset (1634)

Jakob von Graviseth (* 1598 in Heidelberg; † 25. Januar 1658 in Bern) war Herr von Liebegg nahe Gränichen und seit 1626 Bürger von Bern. Als mutmaßlicher Patensohn des französischen Diplomaten Jacques Bongars erbte er dessen wertvolle Bibliothek.

## Leben
Jakob von Graviseth war ein Sohn des Renatus (Reinhard) Graviseth (* 1560; † vor 1633), eines aus Lothringen stammenden hugenottischen Bankiers, und dessen Gemahlin Maria Tixier (* 1566; † 1641). Er ging in Heidelberg zur Schule und wohnte seit etwa 1615 auf Schloss Liebegg, das sein Vater erworben hatte. 1618 erhielt er durch Kaiser Matthias einen Adelsbrief. 1624 vermählte er sich mit Salome von Erlach (* 1604; † 1636), einer Tochter des Berner Schultheißen Franz Ludwig von Erlach, mit der er vier Söhne und zwei Töchter hatte. 1626 erhielt er das bernische Burgerrecht. Er folgte seinem Vater im Besitz der Herrschaft Liebegg und wurde 1632 Mitglied des Großen Rats. Nach dem Tod seiner ersten Gattin heiratete er im Juli 1637 in zweiter Ehe Franzisca von Praroman († 1644) und siedelte nach Solothurn über. Aus dieser Verbindung ging eine Tochter hervor. Ab 1646 hatte Graviseth sechs Jahre lang das Amt des bernischen Landvogts von Oron inne. Am 25. Januar 1658 starb er im Alter von etwa 60 Jahren.
Graviseth pflegte Kontakte zu zahlreichen Gelehrten, Schriftstellern und Malern. Zu seinen Interessensgebieten zählte die Ornithologie. 1632 schenkte er seine etwa 500 zum Teil sehr seltene Manuskripte und 3000 Drucke umfassende Büchersammlung, die er von Jacques Bongars geerbt hatte, der Berner Stadtbibliothek. Er übersetzte wohl auch einen von Hans Franz Veiras (* 1576/77; † 1672) wahrscheinlich auf Latein verfassten satirischen Reisebericht ins Schweizerdeutsche; diese Übertragung erschien unmittelbar nach Graviseths Tod (Heutelia, das ist Beschreibung einer Reiß, so zween Exulanten durch Heuteliam gethan …, 1658). Früher war Graviseth, der  in seiner Jugendzeit Veiras in Straßburg kennengelernt hatte, selbst für den Verfasser der Satire gehalten worden. Den Inhalt der Heutelia (anagrammatisch gebildet aus Heluetia, d. h. Helvetien) bildet die Beschreibung einer Reise durch die Schweiz von Schaffhausen über Zürich, Bern bis Genf, in welcher die Zustände der damaligen Schweizerkantone, Missbräuche im Staatsleben, feile Justiz und konfessionelle Schwierigkeiten mit großem Freisinn und kräftigem Humor von streng aristokratischem Standpunkt aus gegeißelt werden. Besonders attackiert wird dabei die katholische Kirche. Zum Zeitpunkt ihres Erscheinens wirbelte diese Satire viel Staub auf.